# Fort Leavenworth
Fort Leavenworth – baza United States Army znajdująca się w hrabstwie Leavenworth w stanie Kansas na północnym wschodzie tego stanu. Jest to najstarszy fort/baza US Army na zachód od Waszyngtonu, użytkowany bez przerwy od ponad 180 lat. Fort Leavenworth był w przeszłości nazywany „intelektualnym ośrodkiem Armii”.
Z Fortu Leavenworth pochodzili tzw. „Buffalo Soldiers”, czarnoskórzy żołnierze 10 Pułku Kawalerii sformowanego właśnie tutaj 21 września 1866 roku. Przezwisko nadali walczący z nimi Indianie; w okresie późniejszym określenie stało się synonimem wszystkich oddziałów złożonych z Afro-Amerykanów, a sformowanych po 1866 roku.
W okresie XIX-wiecznego parcia Amerykanów – zgodnie z „Boskim Przeznaczeniem” – ze wschodu na zachód, Fort Leavenworth był miejscem, gdzie zbiegały się drogi tysięcy żołnierzy, mierniczych, osadników, Indian, wędrownych kaznodziei i dążących do Kalifornii i Oregonu imigrantów. 1 sierpnia 1846 roku do fortu dotarł batalion dowodzony przez pułkownika Jamesa Allena. Allen był chory i zmarł w Forcie Leavenworth, a jego nagrobek jest pierwszym z wielu na tutejszym Cmentarzu Narodowym.
Obecnie Fort Leavenworth to miejsce, gdzie znajduje się wojskowy kompleks więzienny z jedynym ciężkim więzieniem Departamentu Obrony. Ponadto Fort Leavenworth gości w swoich murach instytucje naukowo-dydaktyczne, jak na przykład United States Army Command and General Staff College, który kończyli wybitni dowódcy, jak George Marshall, Douglas MacArthur, Dwight Eisenhower i Omar Bradley. Fort zajmuje powierzchnię 2300 ha i posiada tysiąc budynków o łącznej powierzchni 700 000 m². Od roku 1978 komendantem fortu jest zawsze oficer w stopniu generała-porucznika. W 2007 roku był nim David Petraeus.